# Metal dourado

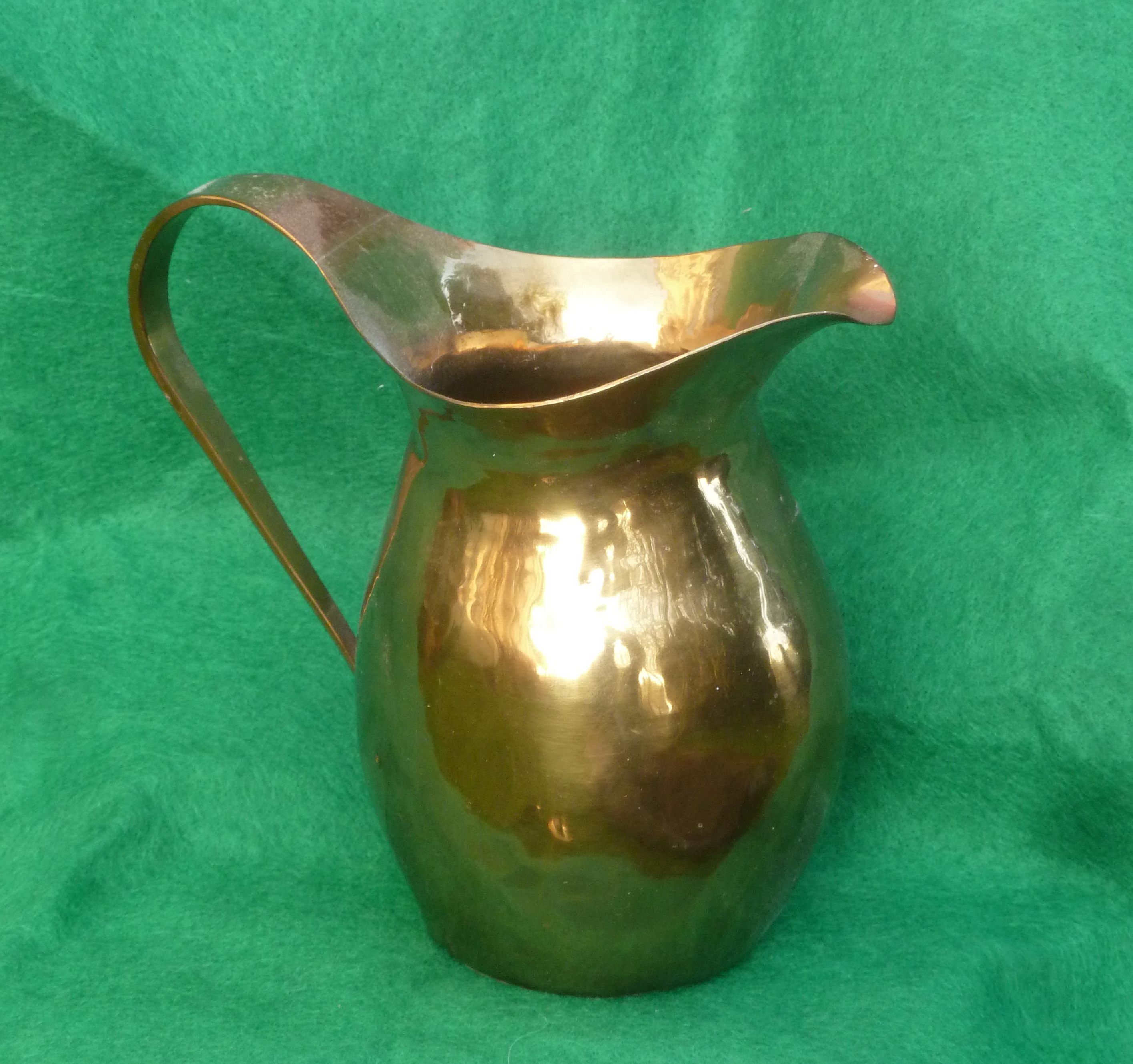
Jarro em metal dourado. Feito em
escola de metalurgia inglesa.

Metal dourado é a designação de uma forma de latão (uma liga de cobre e zinco) com um teor de cobre muito maior do que o de zinco. Os valores exatos variam de 95% de cobre e 5% de zinco a "8 partes de cobre para 1 de zinco" (11% de zinco) nos Regulamentos de vestimenta do Exército Britânico.
O metal dourado é usado para vários fins, incluindo jaquetas de balas, bandas de condução em alguns projéteis de artilharia, bem como emblemas esmaltados e outras joias. Folhas de metal dourado são amplamente utilizadas para trabalhos artesanais em metal com martelo. Também é usado principalmente como material de treinamento de baixo custo para ourives. 
A partir de 1944, estojos de cartuchos feitos de metal dourado foram derretidos pela Casa da Moeda dos Estados Unidos para serem transformados em moedas de um centavo. Esses centavos substituíram os centavos de aço menos populares de 1943, e os centavos dessa composição foram produzidos até 1946.
O metal dourado também foi usado para a medalha olímpica de "bronze" nos Jogos Olímpicos de Verão de 2020, realizados em Tóquio, Japão, em 2021.
O metal dourado pode ser recozido por aquecimento entre 800-1.450 °F (427-788 °C). Em seguida, deve ser resfriado lentamente, para reduzir o risco de rachaduras.